# P-2 (航空機)
P2V / P-2 ネプチューン
アメリカ海軍のP-2H
- 用途：対潜哨戒機
- 製造者：ロッキード社
- 運用者：
  -  アメリカ合衆国（アメリカ海軍）
  -  カナダ（カナダ海軍）
  -  日本（海上自衛隊）、他
- 初飛行：1945年
- 生産開始：1946年
- 運用開始：1947年
- サブタイプ：P-2J

P-2は、アメリカ合衆国のロッキード社が製作した対潜哨戒機。アメリカ軍における愛称はネプチューン（Neptune：ローマ神話に登場する海神ネプトゥヌス）。
アメリカ軍では1947年から1978年まで哨戒爆撃機と対潜哨戒機（ASW）として使用された他、各国軍隊に採用されたベストセラー機でもあった。

## 概要

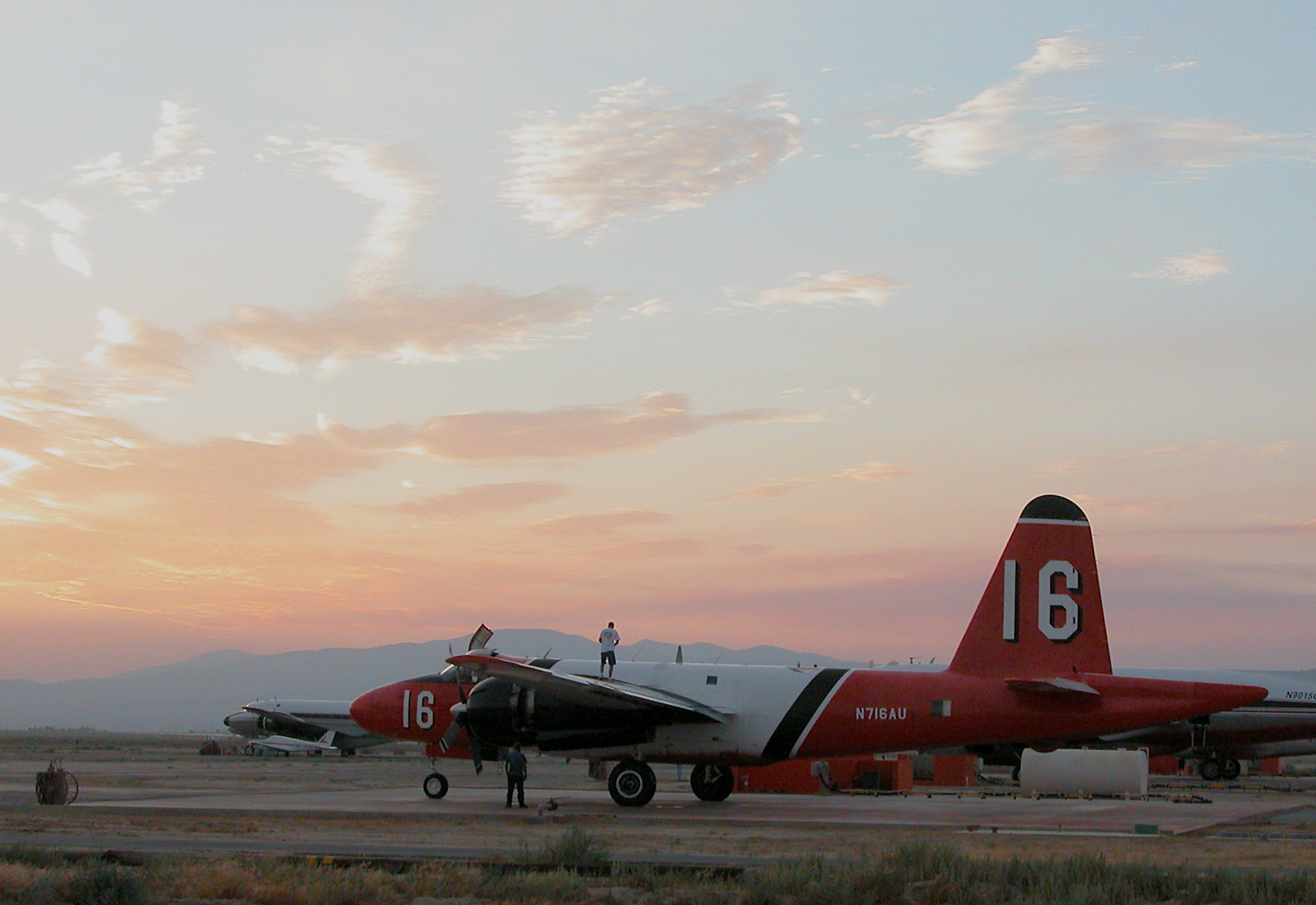
空中消火機として運用されるP-2

第二次世界大戦中に開発が開始された。1943年2月にアメリカ海軍がベガ社にPVベンチュラ/ハープーンを置き換えるための陸上対潜哨戒機の開発要求を出した。この要求に応えて、ベガ社は1941年頃から研究を行っていたV146案を提出した。なお、1943年11月30日にベガ社はロッキード社に吸収されている。
V146案は1944年4月4日にXP2V-1として試作機・2機の発注が行われた。対潜哨戒機の重要な要求点は製造と維持の容易さであった。試作機は1945年に初飛行、1946年から量産され、1947年に海軍での運用が開始された。なお、1962年からは名称整理に伴い、P-2に改称された。
1946年9月9日、「タートル」と名付けられたP2V-1初号機がパース - コロンバス間18,227kmの無着陸飛行に出発し、55時間17分かけて達成した。この無着陸飛行記録は、1962年1月10日 - 11日にB-52が嘉手納 - トレホン間20,177kmを達成するまで破られなかった。
ベトナム戦争以降は潜水艦の進化に対応した機材の搭載が難しく、アメリカ海軍はじめオーストラリア、カナダ、オランダではP-3「オライオン」が導入されるようになった。アメリカ軍では1970年代まで第一線で運用していたが、1978年に引退した。他の国でも1980年代には後継機を導入するようになって順次引退した。払い下げられた機体は空中消火機や貨物機などに転用され、2000年代でも一部で運用が続いている。

### 艦上機としての運用

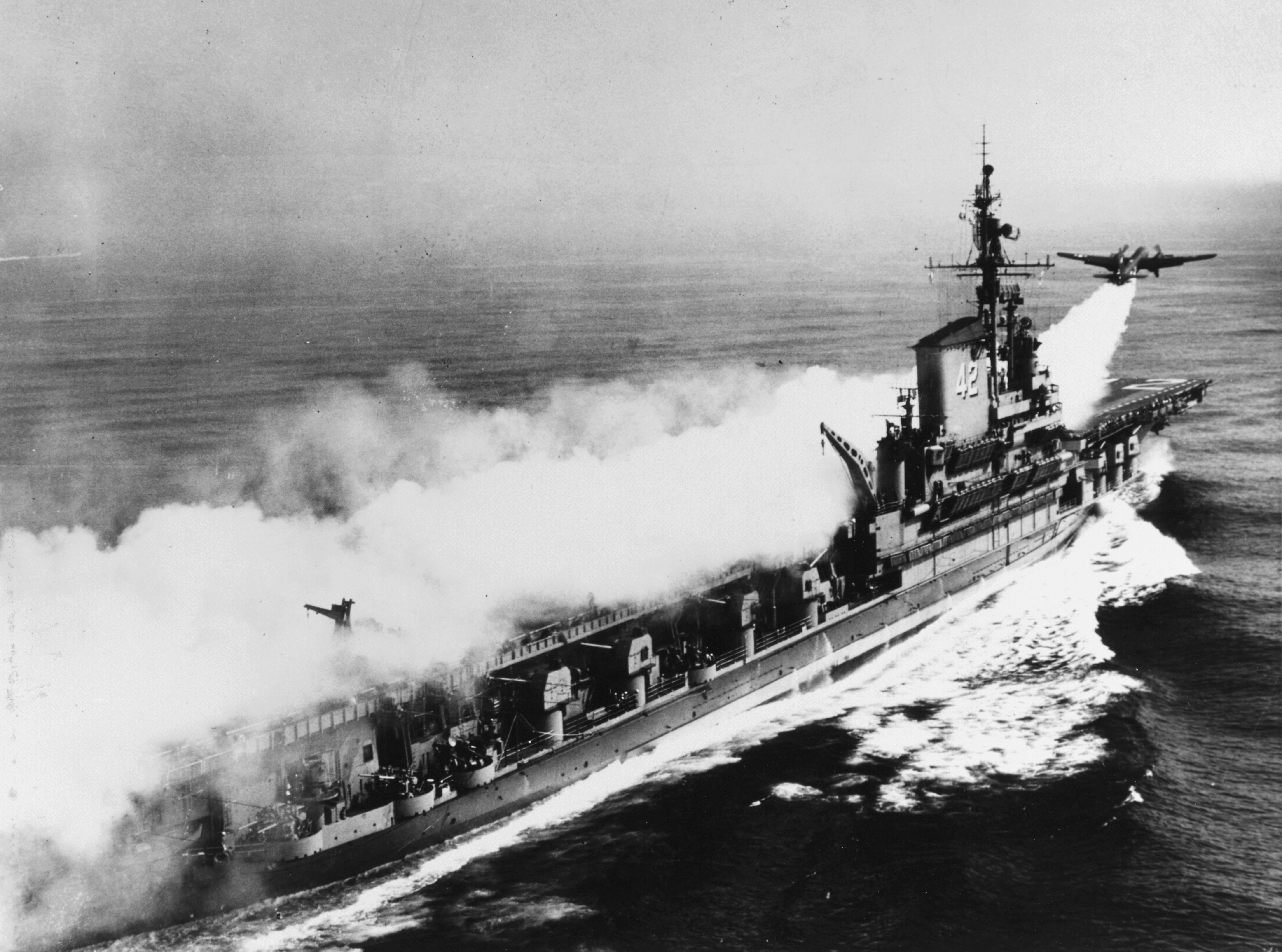
空母フランクリン・D・ルーズベルトからJATOを使用して発艦するP2V-3C

P2Vは大型陸上機であり、基本的には空母からの離着艦は行わないが、少数機が暫定的な艦上機として運用されていたことがある。
アメリカ海軍は空軍の戦略爆撃機に頼らない独自の核兵器運搬手段として核爆弾を搭載できる艦上攻撃機を求めていたが、1940年代後半の核爆弾は技術的限界から小型化が難しく、当時存在した艦載機に搭載でなかったため、A-3やAJサヴェージなどを開発していたが、それまでのつなぎとして暫定的な艦上核爆撃機のP2V-3Cが12機製造された（試作機はP2V-2からの改造、11機は新造）。
P2V-3CはJATOにより離艦するが着艦は不可能なため、陸上基地に着陸するか海上に不時着水することになっていた。1949年から任務についたが、同年からAJサヴェージが配備されたため短期間で運用を終了した。一方で同年には大型航空母艦のユナイテッド・ステーツの建造が中止されたことを受け、空母に頼らない核兵器運搬手段として核爆撃機として運用できる飛行艇P6Mの開発を進めていたが、潜水艦発射弾道ミサイルの実用化にめどが立ち計画は中止された。

### 日本での運用

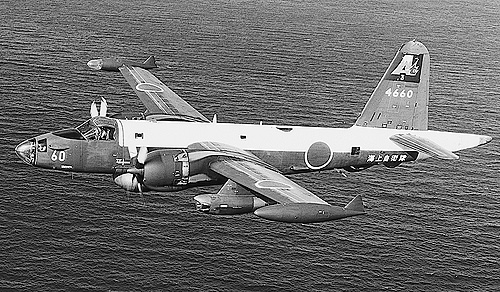
海上自衛隊のP2V-7

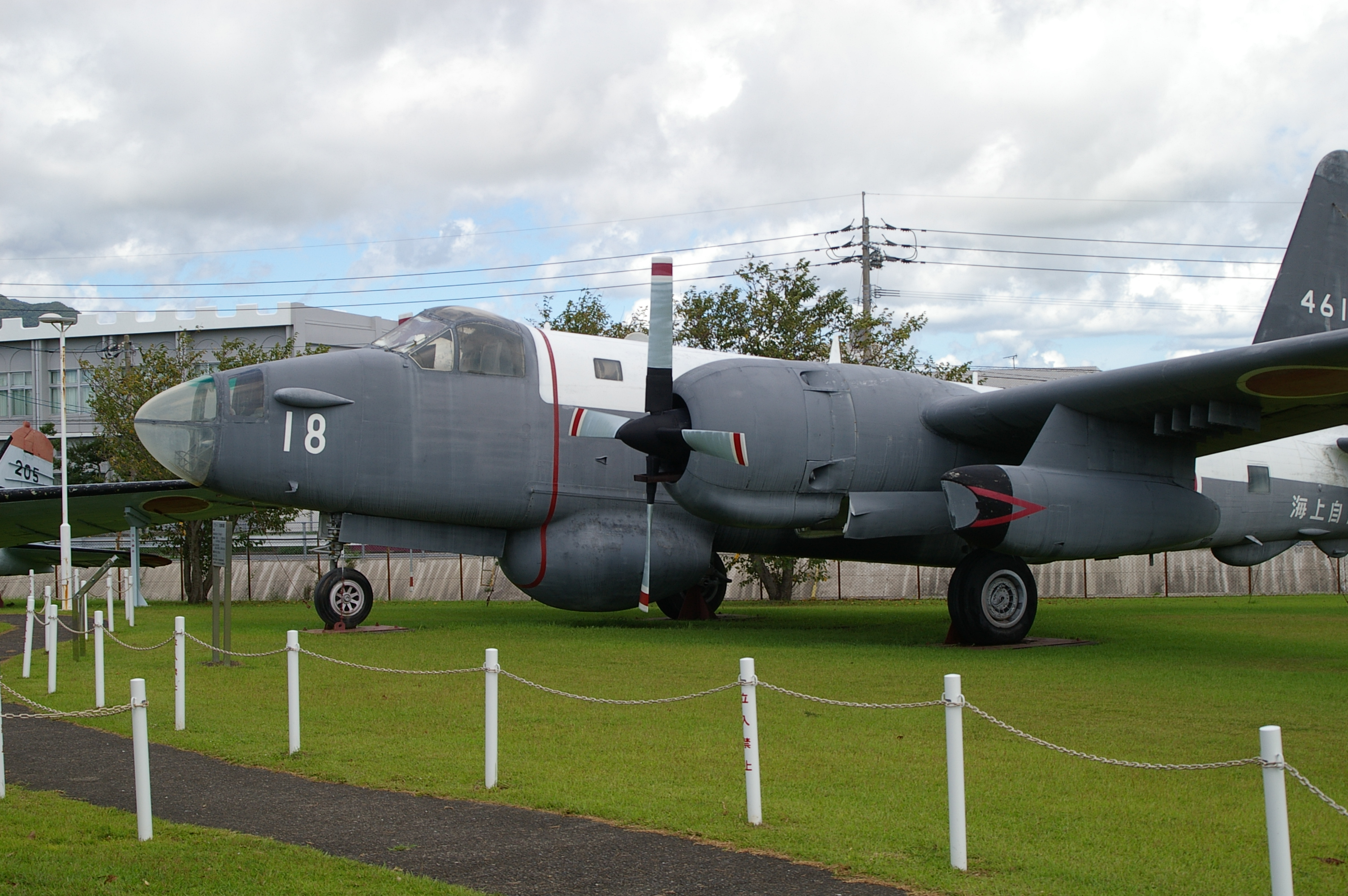
鹿屋航空基地にて屋外展示されている自衛隊で唯一現存するP2V-7 4618号機（2007年9月2日撮影）

1954年（昭和29年）7月1日に保安庁警備隊が改編し発足した海上自衛隊は、MSA協定に基づきアメリカ海軍から航空機の供与を受けたが、そのほとんどが第二次世界大戦中に使用され、アメリカで第一線を退いた中古機であり、哨戒機も例外ではなかった。
同年12月にTBMが10機、1955年（昭和30年）に4機、1956年（昭和31年）に6機の計20機が供与され、PV-2も1955年（昭和30年）1月に17機が供与されたが、何れも性能は陳腐化しているうえ、米軍機を知らない隊員には扱いにくく、整備にも大変な労力を費やし、飛行させるのが手一杯という状況であった。もっとも、米軍側も日本が哨戒能力を高めることを望んでおり、いわば教材として与えられたに近かった。
1955年（昭和30年）9月、MSA協定により当時最新鋭のP2V-7が16機供与されることになり、これを7回に分けて米本国で受領し、訓練を受けた後、日本に空輸することになった。同年10月にP2V-7要員の第一陣が渡米し訓練を受けたのち、翌1956年（昭和31年）3月にP2V-7を受領、アラメダ～バーバースポイント～クェゼリン～グアム～日本のコースでフェリーを行い、3月7日に羽田空港に到着した。この機体が海上自衛隊にとって事実上初の実用対潜哨戒機となった。当時岩国基地に所在していた駐日米海軍哨戒航空隊の使用機でさえP2V-5を使用しており、そのため米海軍のVP搭乗員が見学に来たというエピソードが残されている。海自はP2V-7の愛称として、『おおわし』と名づけた。P2V-7の16機のフェリーは6次にわたって行われ、最終号機は1958年（昭和33年）8月に日本に到着している。1957年（昭和32年）には米軍の供与（現地調達）と言う形式で、川崎航空機（現川崎重工業航空宇宙システムカンパニー）でのライセンス生産が決定し、1965年（昭和40年）まで48機がノックダウン生産及びライセンス生産され、供与機と合わせ計64機を取得した。
以後、固定翼対潜部隊（VP）の主力として、同時期に米軍からMAP（軍事無償援助）により供与されたグラマンS2F-1等と共に哨戒の任務についた。本機の登場によって海自はようやく近代的ASW作戦を展開しうる能力を獲得できたが、対潜機材の陳腐化とともに逐次第一線を離れ、1980年（昭和55年）2月に引退した。
海上自衛隊はP2V-7の後継として、1966年（昭和41年）にP2V-7 4637号機を改造してP-2Jの開発を行い、P-2J試作第1号機(4701号機)として各種試験を行い、量産型P-2Jの母体となった。P-2JはP2V-7をベースに主エンジンをGEのT64ターボプロップエンジンに、補助エンジンをIHIのJ3エンジンに換装した他、機体を拡張して搭載システムを更新したものであり、1969年（昭和44年）から量産が開始され、1979年（昭和54年）までに83機が製造され、1994年（平成6年）まで運用された。

#### 配備部隊
- 第1航空群：第1航空隊（鹿屋航空基地)
- 第2航空群：第2航空隊・第4航空隊（八戸航空基地）
- 第4航空群：第3航空隊（下総航空基地）
- 第51航空隊（下総航空基地）
- 鹿屋教育航空群：第203教育航空隊（鹿屋航空基地）

#### 事故
| 年月日    | 所 属           | 機番号 | 事故内容 |
| --------- | --------------- | ------ | --- |
| 1962.2.6  | 第2航空隊       | 4621   | 青森県八戸沖で対潜訓練中に墜落。10名殉職。 |
| 1962.9.3  | 第1航空隊       | 4628   | 鹿児島県名瀬市(奄美大島)の急患への輸血用血液を空輸中、奄美実業高校のマツに左翼が接触。付近の住宅地に墜落した。12名殉職。民間人死亡1名、重軽傷12名、全焼31棟。 |
| 1965.6.1  | 第3航空隊       | 4657   | 下総基地で離着陸訓練中に着陸装置を出さずに着陸し炎上。 |
| 1965.7.17 | 第51航空隊      | 4614   | 銚子沖で新型照明弾を横壁の窓もしくはソナー用の穴から投下する試験中、同弾が発火して出火して墜落。11名殉職。機体はアメリカから供与を受けたもの。                |
| 1971.7.16 | 第3航空隊       | 4651   | 下総基地に着陸のため進入中、立木と接触。着陸復行後、浜松に向けて飛行中に銚子沖で消息不明。11名殉職。                                                          |
| 1972.7.26 | 第203教育航空隊 | 4650   | 台風退避の下総から鹿屋基地に帰投中、鹿屋から東約6マイルの高隈山に激突。7名殉職。                                                                              |
| 1973.4.27 | 第3航空隊       | 4662   | 硫黄島に着陸のため進入中に同島の東方約4海里で消息不明。8名殉職。                                                                                              |
| 1975.6.20 | 第4航空隊       | 4664   | 八戸基地に帰投のため、鹿屋を離陸後右エンジンが故障し、鹿屋飛行場に緊急着陸すべく進入中に不時着、炎上。                                                        |

## 機体

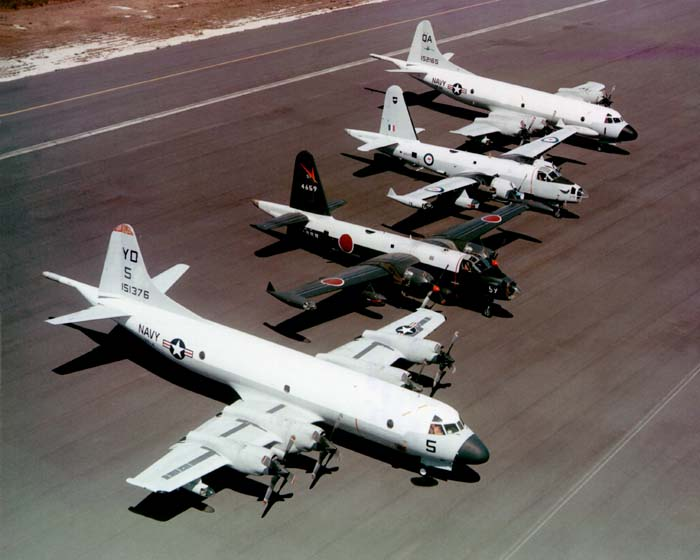
後継機であるP-3との比較

中型クラスのレシプロエンジン双発プロペラ機であったが、補助推進機関としてターボジェットエンジン2基を搭載している。機内には対潜機器が並べられ、ノーズからコックピットの足元までガラス張りで、優良な視界が確保されている。
機首側に重量が偏っているためパイロットが降下率の変化に対応しきれず、滑走路手前の草地に接触する事故が度々発生しているが、強度の高い降着装置と高圧タイヤにより故障は少なかった。

## スペック
（P-2H）
- 全長：27.94m
- 全幅：31.65m
- 全高：8.94m
- 翼面積：92.9m2
- 自重：22,600kg

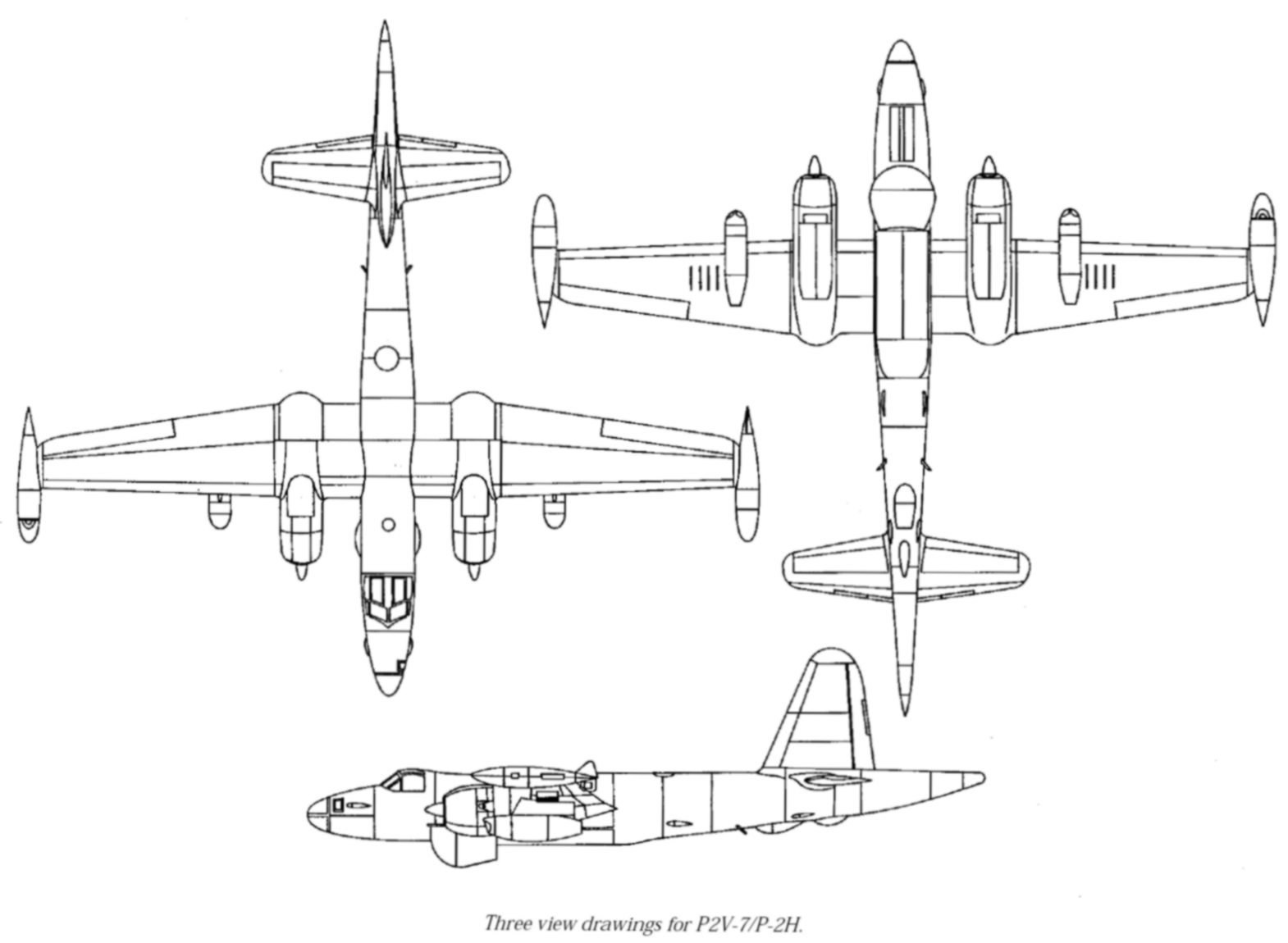
P-2H 三面図

- 離陸重量：34,000kg（標準）/36,240kg（最大）
- エンジン：ライト R-3350-32W レシプロ（空冷式複列星形18気筒）×2、ウエスティングハウス J34-WE-36（英語版） ターボジェット×2
- 出力：R-3350-3,750馬力、J34-1,542kg
- 最高速度：574km/h=M0.47
- 巡航速度：333km/h=M0.27
- 航続距離：5,920km
- 実用哨戒距離：3,520km
- 実用上昇限度：6,700m
- 武装：3,630kgまで搭載可能、2.75インチ（70 mm）FFAR[注 2]や127mmロケット弾、自由落下爆弾、爆雷、魚雷など

## 各型および派生型
XP2V-1
試作型。固定武装は機首/尾部/背面に12.7mm連装銃塔を搭載している。ライトR-3350-8エンジン（2,300馬力（1,700kW）を搭載。1+1機製造。
P2V-1
前量産型。XP2V-1にロケット弾搭載能力を追加。14機製造。15機製造予定のうち1機はXP2V-2に改造された。
XP2V-2
エンジンをR-3350-24Wに換装した-1型のエンジン換装試作機。P2V-1 5番機より改造され1機を製作。制式採用されP2V-2となる。
P2V-2
初期量産型。機首銃塔を固定式20mm機関砲6門に変更している。エンジンはR-3350-24W（2,800馬力（2,100kW）を搭載。初期生産機8機は尾部銃座に12.7mm連装機関銃塔を搭載しているが、以後の生産機はエマーソン社製連装20mm機関銃塔に変更している。81機製造。
P2V-2N "Polar Bear"
"Project Ski Jump"計画で改修された極地探検型。武装を廃止、着陸脚に全長4.9mのアルミ製スキーを装着し、離陸補助ロケット(JATO）と磁気探査装置を装備している。2機製作。
P2V-2S
機体下面にAN/APS-20捜索レーダーを搭載した試作型。1機製造。
P2V-3
エンジンをR-3350-26W（3,200馬力（2,400kW）に換装した型。53機製造。
P2V-3C
対潜機材と銃塔を撤去、燃料搭載量を増加させて離陸補助ロケットを装備し、Mk.1核爆弾の運用能力を追加した艦載核攻撃型。乗員は4名（正・副操縦士、航法爆撃手、尾部砲手）で、副操縦手は発進後に核爆弾への核物質装填を行う兵器技術者を兼ねた。1機がP2V-2から改修、11機が新造。
P2V-3B
ASB-1 レーダー爆撃システムを搭載した型。16機改修。
P2V-3W
機体下面にAN/APS-20捜索レーダーを搭載した早期警戒機型。30機製造。
P2V-3Z
座席を6席追加したVIP輸送機型。固定武装は搭載されたままとなっており、客席部分の胴体外板は装甲化されている。2機改修。
P2V-4
エンジンを換装、ソノブイ装置を搭載、主翼端には増設燃料タンク（チップタンク）を追加（右舷タンクの前端にはサーチライトが装備されている）、機体下面にはAN/APS-20レーダーを増設した機能強化型。
初期生産分の25機はR-3350-26WA（3,200馬力（2,400kW）を搭載し、後期生産分の27機はライトR-3350-30Wターボコンパウンドエンジン（3,250馬力（2,420kW）を搭載している。52機製造。
P2V-5
機首固定武装を廃止してエマーソン社製20mm連装銃塔を搭載し、主翼端燃料タンクを拡大、右舷タンク前端のサーチライトはリモコン操作による角度可変が可能となり、左舷タンク前端にはAN/APS-8レーダーを増設した機能強化型。機内レイアウトが見直されて居住性も向上している。
後期生産型では銃塔は背面の1基以外は撤去され、機首は観測員席を配置した風防に、尾部は磁気探知装置（MAD）に変更され、既存の-5型も順次改修された。424機製造。
P-2E
-5型にJ-34ターボジェットエンジン（出力14.5kN）2基を追加した型。旧称はP2V-5F。
DP-2E
ドローンの空中発射母機型。武装は全廃されている。旧称P2V-5FD。
EP-2E
電子機器を追加した電子偵察機型。旧称P2V-5FE。
SP-2E
AQA-3 長距離音響捜索装置とJulie 音響深度探査装置で構成されるジュリー/ジェぜベル（Julie/Jezebel）対潜作戦装置を搭載した対潜能力強化試験型。旧称P2V-5FS。
P-2F
爆弾倉を拡張した機雷投下および偵察機型で83機製造。生産後にJ-34ターボジェットエンジンが装備された。旧称P2V-6。
MP-2F
AUM-N-2ペトレル空対艦ミサイル(英語版)を2発搭載可能な型式。16機製造。旧称P2V-6B/M。
TP-2F
固定武装を廃止した機上作業練習機型。旧称P2V-6T。
P-2H
エンジンをR-3350-32Wに変更し、J-34エンジンを当初から搭載した性能向上型。チップタンクとAN/APS-20レーダーのレドームの形状が空力的に見直され、キャノピーは視界の広いバブル型に変更されている。第1次生産分では背面銃塔を搭載しているが、以後の生産分では省略され、既存機も順次非搭載に改修された。311機製造（うち川崎重工製造分48機）。旧称P2V-7
P2V-7B
機首観測員席を撤去し密閉型機首として20mm機関砲4基を装備したオランダ軍向け仕様機。15機製造。
後に機関砲は撤去されて機首は観測員席を配置した風防のある形に戻され、機体の仕様もP2V-7S (SP-2H)規格に改修され、更にフランスよりP2V-7S (SP-2H)4機が追加購入された。
SP-2H
対潜器材を改良、音響捜索装置を搭載した改修型。旧称P2V-7S。
LP-2J
脚をスキー方式に変更した不整地／極地離着陸能力向上型。4機改修。旧称P2V-7LP。
AP-2E
ベトナム戦争中アメリカ陸軍で運用された電子偵察機型。電波/信号傍受装置を増設し、機体総重量は最大で80,000ポンド（約36,000kg）に達している。旧名称 RP-2E。
AP-2H
P2V-7（SP-2H）の対潜装備を全廃して対地攻撃機としての改装を行ったガンシップ型。4機製造。
NP-2E
永久試験機型。1機改造。
OP-2E
イグルー・ホワイト作戦のために改造されたセンサー散布機型。機首に地形回避レーダーを装備し、チャフディスペンサー、主翼下ガンポッド、機体下面銃座といった自衛装備を備えている。12機改造。
RB-69A（P2V-7U）
アメリカ空軍の保有機扱いとされた隠密電子偵察機型。CIAが海軍から購入して所定の改造を施し、便宜上アメリカ空軍所有機の形としたもので、実際の運用はCIAを通じて中華民国空軍に再委託されており、中華人民共和国や北朝鮮に対する越境隠密偵察飛行に投入された。7機製造。
1950年代後半から運用され、1959年には中華民国空軍に正式に移管されている。1964年の運用停止までに任務中に迎撃されて4機が撃墜され、1機を事故で喪失した。
P2V-7 改 VSA
防衛庁技術研究本部がP2V-7を改造した可変特性研究機（Variable Stability Aircraft, VSA）。
改装は1976年（昭和51年）に川崎によって行われた。アナログ式のフライ・バイ・ワイヤにより直接揚力制御と直接横力制御を可能とした。これにより機体姿勢（迎え角、機首の上げ下げ）を変化することなく機体の上下運動、バンク角（機体の傾き）をとらなくても左右に横ばいの動きをすることができる。
運用終了後、P-2Jに可変特性機能が移された。

## 採用国
- アルゼンチン（アルゼンチン海軍）
- オーストラリア（オーストラリア空軍）
- ブラジル（ブラジル空軍）
- カナダ（カナダ空軍）
- フランス（フランス海軍）

- イギリス（イギリス空軍）
- アメリカ合衆国（アメリカ空軍・アメリカ海軍）
- 日本（海上自衛隊）
- オランダ（オランダ海軍）
- ポルトガル（ポルトガル空軍）

## 登場作品
『宇宙大怪獣ドゴラ』
音を立てて飛ぶ物体（正体はミツバチの大群）の正体を確認するため出動する。
『駆逐艦雪風』
坊ノ岬沖海戦のシーンで米軍機として登場。映像は、自衛隊の演習映像から流用。
『大怪獣バラン』
銚子沖に出現したバランをロケット弾で攻撃したが、1機が接近しすぎて叩き落された。実写とミニチュアのほか、機首部分の実物大セットも用いられている。
『零戦黒雲一家』
冒頭部分（海上自衛隊機として）と、攻撃機（米軍機として）として登場する。
『タイムスリップ大戦争』
国防軍の哨戒機として登場。19××年（昭和5×年）の日本列島が約30年前の1941年にタイムスリップした中、東京湾に接近する重巡洋艦「足柄」を発見する。後に勃発した戦争では、満州や台湾に向かう船団の上空から対潜警戒を行う。
『時間砲計画』
終盤の電子工学研究所攻撃の際に自衛隊機が登場。オメガ粒子発生器（時間砲）を懸吊している。
『遙かなる星』
海上自衛隊のP2V7が登場。第三次世界大戦の勃発直前、ソ連海軍の潜水艦と交戦するうみたか型駆潜艇「うみたか」「おおたか」を上空から支援する。
『紺碧の艦隊2 ADVANCE』
アメリカの対潜哨戒機として登場。